# Budjonnowsk
Budjonnowsk (russisch Будённовск) ist eine Kreisstadt mit 64.624 Einwohnern (Stand 14. Oktober 2010) im Süden Russlands in der Region Stawropol.

## Geografie
Budjonnowsk liegt im Vorland des Kaukasus am Fluss Kuma, 220 km südöstlich der Regionshauptstadt Stawropol. Nächstgelegene Stadt mit 45 km ist Selenokumsk.

## Geschichte
Vom 13. bis zum 16. Jahrhundert existierte an Stelle des heutigen Ortes die tatarisch-mongolische Stadt Madschar (russ. Маджар, tatarisch Маҗар) an der Handelsroute von Asien nach Europa, deren Blütezeit mit der Zerstörung durch Timur 1395 endete. Es wurden auch ältere Siedlungsreste gefunden, die bis ins 2. Jahrhundert zurückreichen. Seit dem 19. Jahrhundert existieren unbestätigte Hypothesen, die diese Ansiedlung mit dem Chasarischen Khaganat und – aufgrund des Namens – mit den Magyaren (Ungarn) in Verbindung bringen, zumal einige magyarische Stämme in den ersten Jahrhunderten nach Christus tatsächlich im nördlichen Kaukasusvorland nomadisierten.
In der zweiten Hälfte des 18. Jahrhunderts fiel das Gebiet an Russland. 1795 wurde die Militärsiedlung Staryje Maschary gegründet. Der Ort erhielt 1799 den Namen Swjatoi Krest (Святой Крест, „Heiliges Kreuz“) bzw. (gorod) Swjatowo Kresta ((город) Святого Креста, „Stadt des Heiligen Kreuzes“) und wurde zur Stadt ernannt. 1920 wurde die Stadt in Prikumsk (Прикумск) umbenannt, diesen Namen trug sie auch von 1957 bis 1973. Von 1935 bis 1957 und erneut ab 1973 hieß sie Budjonnowsk, benannt nach Semjon Budjonny (1883–1973), einem Marschall der Sowjetunion und Helden der Sowjetunion.
In die internationalen Schlagzeilen kam die Stadt im Juni 1995. Bei der Geiselnahme von Budjonnowsk durch tschetschenische Terroristen unter Schamil Bassajew kamen im Krankenhaus von Budjonnowsk 150 Menschen um.

### Bevölkerungsentwicklung
| Jahr | Einwohner |
| ---- | --------- |
| 1897 | 6.583     |
| 1926 | 15.800    |
| 1939 | 23.150    |
| 1959 | 27.895    |
| 1970 | 35.768    |
| 1979 | 45.568    |
| 1989 | 55.350    |
| 2002 | 65.687    |
| 2010 | 64.624    |

Anmerkung: Volkszählungsdaten (1926 gerundet)

## Wirtschaft
Budjonnowsk ist Zentrum der chemischen Industrie und einer umfangreichen Nahrungsmittelindustrie, auch Konfektionsindustrie ist vorhanden. In der Umgebung der Stadt gibt es Erdöl-, Erdgas- und Tonvorkommen.

## Bildung
Budjonnowsk ist Sitz mehrerer Fachhochschulen für Landwirtschaft und Weinanbau, außerdem gibt es eine Zweigstelle der Stawropoler Universität.

## Kultur
Die Stadt hat ein Heimatmuseum. Sehenswert ist auch das historische Bahnhofsgebäude.